# Sophie Thatcher
Sophie Bathsheba Thatcher (Chicago, 18 de outubro de 2000) é uma atriz e musicista estadunidense. Ela é mais conhecida por estrelar como a jovem Natalie Scatorccio na série de drama psicológico Yellowjackets (2021-presente) e por sua aparição como Drash em O Livro de Boba Fett (2022).
Em 2018, ela estreou no cinema no filme americano de ficção científica Prospect e depois estrelou The Boogeyman (2023). O trabalho de Thatcher no palco inclui produções de Oliver!, Seussical, O Diário de Anne Frank e O Jardim Secreto. Em 2024, estrelou Herege, pelo qual recebeu avaliações positivas da critica. Ela é considerada uma rainha do grito.

## Biografia
Thatcher nasceu e cresceu em Chicago, Illinois e estudou na Evanston Township High School. Sua família é mórmon, mas Thatcher afirma que não pratica mais a religião. Ela tem três irmãos: um irmão chamado Alexander, uma irmã mais velha chamada Emma e uma irmã gêmea idêntica chamada Ellie. Ela descreveu sua família como "musical"; ela cantava no coral da igreja e sua mãe tocava piano. Ela cresceu cantando e começou a atuar quando tinha 4 anos. Ela estudou teatro musical em uma escola de artes cênicas e sua experiência diante das câmeras a levou a buscar atuar mais do que cantar.

## Carreira

### 2016 – presente: início de carreira e avanço
Thatcher começou sua carreira como convidada na série policial Chicago P.D. (2016), uma das muitas entradas da conhecida franquia Chicago. No mesmo ano, ela fez outra aparição na série de televisão de terror sobrenatural da Fox, The Exorcist, onde interpretou uma versão mais jovem de Regan McNeil.
Em 2018, Thatcher estreou no cinema no filme de ficção científica Prospect, coestrelado por Pedro Pascal. O filme conta a história de uma adolescente e seu pai (interpretado por Jay Duplass), que viajam para uma lua alienígena com um contrato para extrair pedras preciosas na floresta venenosa da lua. Por sua atuação, ela recebeu críticas em sua maioria positivas, com Peter Debruge da Variety descrevendo-a como "um rosto novo que nos faz presumir que ela é apenas uma adolescente inexperiente, quando na verdade, ela prova ser a personagem mais difícil do filme".
No ano seguinte, ela apareceu na estreia na direção de Noble Jones, The Tomorrow Man. Durante esse tempo, Thatcher conseguiu o papel de Natalie em Yellowjackets. Em relação ao processo, o criador Bart Nickerson disse que o departamento de elenco estava procurando "alguém que fosse realmente de espírito livre e único, que pudesse interpretar tanto uma espécie de selvageria quanto uma vulnerabilidade". Embora a maioria das audições tenha sido realizada pessoalmente, Thatcher enviou uma fita de audição autogravada e foi escalada como Natalie antes de Juliette Lewis, que interpreta a contraparte adulta do personagem. O episódio piloto recebeu sinal verde em setembro e foi filmado em Los Angeles em novembro de 2019.
Em 2020, Thatcher estrelou When the Streetlights Go On, uma curta série de streaming dirigida por Rebecca Thomas. A série estreou em Quibi em 6 de abril. Em novembro de 2020, havia rumores de que Thatcher se juntaria à franquia Star Wars, mas não se sabia em qual série ela apareceria.
Yellowjackets estreou em novembro de 2021 com ótimas críticas e se tornou a segunda série mais transmitida na história da Showtime, atrás de Dexter: New Blood. Após meses de especulação, Thatcher também foi confirmado para aparecer na adaptação no Livro de Boba Fett. Ela estrelou como Drash, o líder de um grupo de ciborgues que trabalham para Boba Fett. Thatcher apareceu em seguida ao lado de Chris Messina e David Dastmalchian no filme de terror The Boogeyman, baseado no conto de Stephen King de mesmo nome e lançado nos cinemas em 2 de junho de 2023.
Em junho de 2023, Thatcher foi escalada ao lado de Jack Quaid e Lukas Gage no thriller de ficção científica Companion, dirigido por Drew Hancock e produzido por Zack Cregge. Entrou no elenco da trilogia de Ti West protagonizada por Mia Goth, MaXXXine, que foi lançado em 2024.

## Filmografia

### Filmes
| Ano  | Titulo           | Papel        | Notas  |
| ---- | ---------------- | ------------ | ------ |
| 2018 | Prospect         | Cee          |        |
| 2019 | The Tomorrow Man | Jeanine      |        |
| 2022 | Blink            | Mary         |        |
| 2023 | The Boogeyman    | Sadie Harper |        |
| 2024 | MaXXXine         | FX Girl      | [ 23 ] |
| 2024 | Heretic          | Irmã Barnes  | [ 24 ] |
| 2025 | Companion        | Íris         | [ 25 ] |

### Televisão
| Ano          | Titulo                      | Papel                                  | Notas                                    |
| ------------ | --------------------------- | -------------------------------------- | ---------------------------------------- |
| 2016         | Chicago P.D.                | Carolyn Clifford                       | Episódio: "Knocked the Family Right Out" |
| 2016         | The Exorcist                | jovem Regan McNeil                     | 2 episódios                              |
| 2018         | Chicago Med                 | Deb                                    | 4 episódios                              |
| 2020         | When the Streetlights Go On | Becky Monroe                           | papel recorrente                         |
| 2021–present | Yellowjackets               | Natalie "Nat" Scatorccio (adolescente) | Papel Principal                          |
| 2022         | The Book of Boba Fett       | Drash                                  | 3 episódios                              |

### Vídeos musicais
| Ano  | Canção              | Artista   |
| ---- | ------------------- | --------- |
| 2022 | "Harness Your Hopes | Pavement  |
| 2024 | "Black and Blue"    | ela mesma |
| 2024 | "Pivot & Scrape"    | ela mesma |

## Discografia

### EP
- Pivot & Scrape (2024)